# Orlando da Rosa Farya
Orlando da Rosa Farya (Vitória, 03 de agosto de 1957) é um professor, fotógrafo e artista capixaba. É autor de diversas obras em exposições pelo mundo.

## Biografia
Filho de Aryton Arnizant Ferraz Faria e Orlandina da Rosa Faria, Orlando é graduado em Artes Plásticas pela Universidade Federal do Espírito Santo, (UFES). Especialista em conservação de bens culturais móveis (UFRJ), Especialista em História da Arte e Arquitetura no Brasil Pontifícia Universidade Católica do Rio de Janeiro PUC-RIO e Mestre em História Social da Cultura, PUC-RIO. Participou nos anos 80 dos festivais de inverno da UFMG. Frequentou , nos anos 90, oficinas no Galpão do MAM-RIO e a escola de Artes Visuais do Parque Laje, RJ e os festivais de verão da UFES, em Nova Almeida. É professor adjunto do Centro de Artes da Universidade Federal do Espírito Santo. Sua primeira exposição foi no Salão de Arte Universitário em 1979, onde ganhou o prêmio de pintura.  Atualmente faz doutorado na Escola de Belas Artes da Universidade de Lisboa, Portugal.

## Estilo/ Influências
O capixaba subverte a lógica mimética da fotografia desmontando o conceito de verdade. Tira partido de imagens borradas ou fora de foco, manchas obtidas às cegas, com o intuito de perturbar, de problematizar os hábitos visuais e polarizar o olhar. Não descarta igualmente certas incoerências ou imprevisibilidades na capitação da luz e outros artifícios que surpreendem e instigam o olhar. Rompe tanto com a lógica picturalista tradicional, como com a nitidez e transparência da praxe documentarista. 
Segundo o teórico francês, Rouillé, outro gênero de imagens de excelente qualidade técnica, apesar do tratamento pobre das provas, ao mesmo tempo em que as imagens fotográficas passam a ser combinadas com outros materiais como cartas, objetos e desenhos e são ampliadas em tamanho monumental. Esse caráter monumental permanece válido até hoje e é um dos vetores em que se apóia a produção de Orlando Farya. De modo especial as fotografias de obras de arte, captadas por ele dentro dos museus – um de seus principais campos de ação – são ampliadas em escala muito maior do que as próprias dimensões das obras fotografadas, o que cria por si só um estranhamento. Ao ampliar as fotografias em escala monumental, o artista parece mostrar que a fotografia lhe  interessa como algo que  se distingue muito bem do processo artístico. Ele não confunde o que é fotografia com o que é arte.      A atual geração de artistas fotógrafos propõe situações em que o público pode fazer com que algo aconteça, mas não mais como uma coisa específica, mas como uma relação transitória e processual, ou em constante devir. Esse aspecto é bem claro na obra do Orlando. Numa época de desmaterialização da arte, o artista torna opacas as provas de sua existência, lançando mão de intervenções manuais e passando a gerar grandes painéis fotográficos, maiores ainda do que as próprias obras da pintura ou da escultura. Isso significa de um lado que o trabalho artístico passa a situar-se em outro lugar, que não se confunde com os clichês apresentados. E de outro preceitua que não se trata simplesmente de substituir a pintura pela fotografia, mas se institui mais como processo artístico do que fotográfico.  A ideia não é demarcar qualquer fronteira entre os valores da arte e os da fotografia, mas pontuar o processo de assimilação e contaminação que existe entre eles, o que engendra um processo artístico que não é de maneira nenhuma fotográfico. A passagem das imagens analógicas à era das imagens digitais, com o advento das novas tecnologias, transforma paradoxalmente a figuração analógica, que satura o olhar contemporâneo, numa nova sensibilidade e num retorno ao conceito de mimese que caracterizou a arte desde suas origens. 
Curiosamente uma de suas mais notáveis séries de pinturas, elaborada pelo então jovem artista, ironizava as inaugurações das mostras de arte nas galerias de Vitória (convém ressaltar que na época não existia nenhum museu de arte em Vitória, ES). Recorrendo a uma linguagem que mesclava resquícios do expressionismo e da pop art, o artista soltava sua veia crítica representando os convidados em animadas confabulações sociais, posicionados de costas paras as obras suspensas nos muros, completamente indiferentes ao que motivou aquele encontro social. Na década de 1990 ocorreria uma mudança radical na produção do artista. Transita pelo mundo, é um fotógrafo viajante, passando então por várias capitais brasileiras e também por cidades do exterior, entre elas, Berlim, Londres, Paris, Budapeste, Roma, Veneza, Florença Madrid, Nova York. Sem abandonar a pintura, o artista transforma a fotografia no foco de sua produção. Intensifica a partir daí também a elaboração de vídeos, que resultam muitas vezes de descobertas que faz em suas andanças. Orlando da Rosa Farya atua como uma espécie de flanêur contemporâneo procurando e descobrindo, com olhar treinado e sensível, locais e aspectos inusitados do mundo que passam despercebidos à maioria dos transeuntes, apontando para eles a câmara digital. O resultado desses deslocamentos é um imenso acervo imagético, revelador de visões muito particulares e inusitadas da paisagem, da arquitetura, da vida cotidiana dos transeuntes nas grandes cidades.

## Obras
Suas mais notórias obras são:

### Fotografia
| Título           | Dimensão     | Técnica                         |
| ---------------- | ------------ | ------------------------------- |
| Escadaria Paris  | 150 x 200 cm | Impressão à laser digital       |
| Mar Ouro         | 90 x 169 cm  | Fotografia digital sobre canvas |
| Navio            | 90 x 169 cm  | Fotografia digital sobre canvas |
| Navio Preto      | 90 x 120 cm  | Impressão à laser digital       |
| Penedo           | 90 x 184 cm  | Fotografia Digital sobre canvas |
| Grafites, Berlim | 80 x 140 cm  | Fotografia                      |
| Por do Sol       | 90 x 165 cm  | Fotografia Digital sobre canvas |

## Exposições

### Mostras Individuais
1978 – Centro de Artes da Barra da Jucu, Vila Velha- ES
1987 – Galeria de Artes e Pesquisa da UFES, Vitória- ES
1988- Itaugaleria – Vitória- ES
1989 – Pintura – "Objeto Xerox", Itaúgaleria, Vitória
1990 – Espaço Universitário da UFES
1992 – Galeria homero Massena, Vitória.
1993- Itaugaleria. Brasília-DF, Brasil
1998- Galeria Homero Massena. Vitória-ES, Brasil
1999- Galeria Espaço Universitário – UFES. Vitória-ES, Brasil
2000 - Galeria Arte e Pesquisa – UFES. Vitória-ES, Brasil
2002- Galeria Arte E Pesquisa –Ufes
2003- Galeria Espaço Universitário – UFES. Vitória-ES, Brasil
2006- Passagens e Itinerários da Arte - Museu Vale. Vila Velha-ES, Brasil
2008 Berlin-Brasilien – Weisser Elephant. Berlim, DE
2009: Gaeu – UFES. Vitória–ES, Brasil
2010 :O Mundo é Belo – Galeria Matias Brotas Arte Contemporânea. Vitória-ES, Brasil

### Mostras Coletivas
1979 Galeria O. Goeld. Belém-PA, Brasil
1984 MNBA. Rio de Janeiro-RJ, Brasil
1985 MAB FAAP. São Paulo-SP, Brasil
1986 Itaugaleria. São Paulo-SP, Brasil
1987 Itaúgaleria. Vitória-ES, Brasil 1988
1989 Um Codigo 7 – GTB. Belém–PA, Brasil
1991 MCB. São Paulo-SP, Brasil
1994 EAV - Parque Laje. Rio de Janeiro–RJ, Brasil
1995 MAC. Campinas–SP, Brasil
1996 Galeria UFJF. Juiz De Fora-MG, Brasil
1999 Sedução – GAEU – UFES. Vitória-ES, Brasil
2001 Autorretrato - Fiesp/MAC. São Paulo-SP, Brasil
2004 Casa – Poética do Espaço na Arte Brasileira, Museu Vale. Vila Velha-ES, Brasil
2005 Arte Contemporânea Brasileira – Carreau Du Temple. Paris, França
2006 Nanoexposição – GAEU - UFES. Vitória–ES, Brasil
2008- BERLIN-BRASILIEN – TactileBosch Studios – Cardiff – UK
2014- “Cúando Tú For Mi Leva” –GAEU- UFES  

### Salões de Artes Plásticas
1979 III Salão Universitário do Espírito Santo. Vitória-ES, Brasil
1980 IV Salão Universitário do Espírito Santo. Vitória-ES, Brasil
1981 VI Salão Universitário Nacional do Rio Grande do Sul. Porto Alegre, RS
1982 XXXV Salão Nacional de Pernambuco. Recife-PE, Brasil
1984 XXXVII Salão Nacional de Pernambuco. Recife-PE, Brasil
1986 Salão Capixaba de Arte Ano-1. Vitória-ES, Brasil
1990 Instalação Porto 90. Vitória-ES, Brasil
1991 Concorrência Fiat
1993 Iv Bienal Latino Americana. Santa Maria-RS, Brasil
1994 Xviii Salão Carioca – Rioarte. Rio de Janeiro-RJ, Brasil
1995 Novissimos 95 Galeria Ibeu. Rio de Janeiro–RJ, Brasil
1996 XXI Salão de Ribeirão Preto. Ribeirão Preto-SP, Brasil
1999 I Salão do Mar. Vitória–ES, Brasil
2000 57º Salão de Arte Contemporânea do Paraná. Curitiba-PR, Brasil
2001 II Salão do Mar- Vitória-ES
2000 Mostra Mis de Video - SP
2001 Screening Califórnia – EUA
2002 13º Videobrasil – Mostra Itinerante Bahia
2003 10º Vitória Cine Vídeo – Vitória-ES
2005 Festival de Cine e Vídeo - Havana- Cuba  